# 식이요법기본
식이요법기본(食餌療法基本) 또는 엘리멘탈 다이어트(elemental diet)는 쉽게 동화되는 형태의 액체 영양소를 섭취하거나 더 심한 경우에는 위 영양관이나 정맥 영양법을 사용하는 것을 제안하는 식이요법이다. 일반적으로 아미노산, 지방, 설탕, 비타민 및 미네랄로 구성된다. 그러나 이 식단에는 일부 사람들에게 알레르기 반응을 일으킬 수 있기 때문에 전체 또는 부분 단백질이 부족하다.

## 효과
만성낭염 치료에 엘리멘탈 다이어트가 효과적이라는 좋은 증거는 없다.
소장 세균 과증식 환자의 관해를 유도하는 데 식이요법기본이 유용할 수 있다는 일부 증거가 있다. 식이요법기본은 식이 요법이 제한적이고 맛이 없거나 비용이 많이 들 수 있기 때문에 항생제를 견딜 수 없거나 항생제 치료에 반응하지 못한 환자에게 가장 자주 처방된다.

## 설명
식이요법기본은 필수 아미노산과 비필수 아미노산, 지방 및 설탕의 혼합물로 구성된다. 수용성 비타민, 지용성 비타민, 전해질이 첨가되는 경우가 많다. 식이요법기본은 때때로 환자에게 3일에 걸쳐 도입되며, 설사와 복통의 가능성을 줄이기 위해 매일 강도를 점차적으로 증가시킨다. 환자가 액체에 내성이 있는 경우 경구로 투여하거나 비위관을 통해 투여할 수 있다.

## 부작용
많은 환자들은 식이요법에 맛이 있음에도 불구하고 그 맛을 참지 못하고 위내 투여를 선택한다. 높은 설탕 함량으로 인해 메스꺼움과 설사가 발생할 수 있으며, 이는 기존 당뇨병 환자의 고혈당증을 복잡하게 만들 수도 있다. 박테리아 먹이원의 손실을 통한 건강한 박테리아의 억제 결과로, 식이요법기본을 장기간 사용하면 클로스트리듐 디피실리균 감염증/집락화 발병 위험이 높아진다.